# ناديا باتوكليتي
ناديا باتوكليتي (مواليد 12 أبريل 2000) هي لاعبة عداءة مسافات متوسطة وطويلة إيطالية. فازت بالميدالية الذهبية لمسافة 5000 متر في بطولة أوروبا 2021 تحت 23 سنة. حصلت على أربع ميداليات ذهبية فردية في الفئات العمرية تحت 20 و تحت 23 في بطولة أوروبا عبر الضاحية. هي صاحبة الرقم القياسي الإيطالي في سباق الطرق المغلقة 3000 متر و 5 كيلومترات.
عندما كان يبلغ من العمر 17 عامًا ، فاز باتوكليتي بالميدالية البرونزية في سباق 3000 متر في بطولة أوروبا تحت 20 سنة 2017. في نسخة 2019 من هذه البطولة ، حصلت على الميدالية الفضية لمسافة 5000 متر. مثلت إيطاليا في أولمبياد طوكيو 2020 المتنافسة في 5000 م. فازت بلقب وطني إيطالي على مستوى رفيع في عام 2018 ، لتصبح أول جيل إيطالي يقوم بذلك. باتوكليتي بطل وطني خمس مرات.
في ألعاب القوى في الألعاب الأولمبية الصيفية 2020 المؤجلة في عام 2021، تنافست الفتاة البالغة من العمر 21 عامًا في حدث السيدات 5000 متر ، حيث احتلت المركز السابع في النهائي بأفضل شخصية شخصية 14: 46.29.